# 真菌修復
真菌修復（Mycoremediation）是一個由美國真菌學家保羅·史塔曼茲創立的新詞，是生物修復的一種，意指以真菌來降解環境中的汙染物。真菌可分泌酵素到環境中，將許多有機汙染物分解成小分子。有些真菌同時還是超富集生物，可吸收環境中的重金屬離子並儲存在子實體中，有移除環境中的汙染物與重金屬的功效。

## 案例

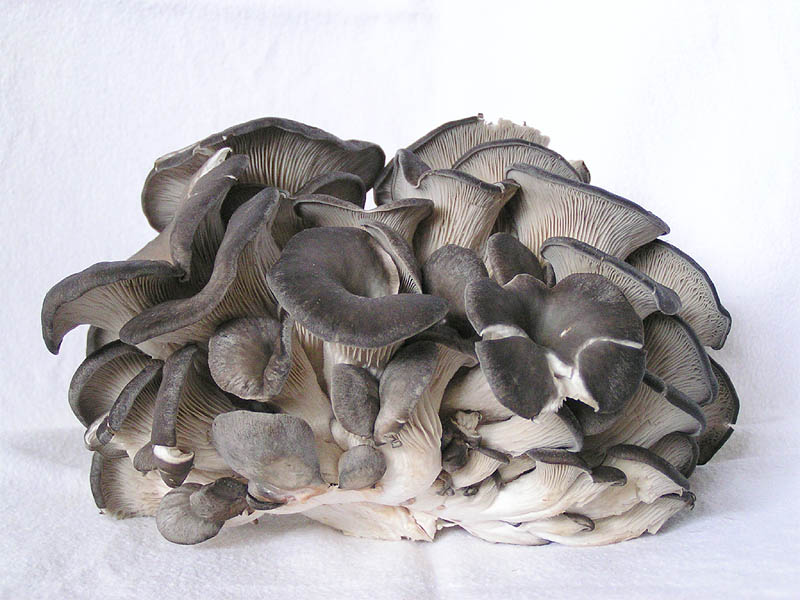
平菇（Pleurotus ostreatus）

分解作用是真菌在生態系中所扮演的重要角色之一，由菌絲體往體外分泌酵素達成。木質素和纖維素是植物纖維的兩個主要組成部分。許多真菌可體外分泌酸性物質與酵素以分解纖維素與木質素等大分子物質，進行胞外消化，許多有機汙染物也有類似這些物質的長碳鏈結構。真菌修復的關鍵是找出可分解特定汙染物的真菌種類，已有某些種的真菌被發現有分解VX (神經毒劑)和沙林的能力。
著名的生物修復研究者S. A. Thomas曾進行一項實驗，它將平菇的菌絲體接種至被柴油汙染的土壤中，使用細菌的傳統生物復育方法則被用作對照組。四週後，加入平菇的實驗組有95%以上的多環芳香烴被分解成小分子的無毒產物，土壤中原本的菌落可能與真菌一起參與分解作用。木材腐朽菌對分解芳香族與含氯的汙染物特別有效。

## 外部連結
- Mycotransformation of organic and inorganic substrates[永久] (Gadd 2004)
- Field Demonstrations of Mycoremediation for Removal of Fecal Coliform Bacteria and Nutrients in the Dungeness Watershed, Washington (Thomas, S. et al. 2009)
- Evaluation of Isolated Fungal Strain from e-waste Recycling Facility for Effective Sorption of Toxic Heavy Metal Pb (II) Ions and Fungal Protein Molecular Characterization- a Mycoremediation Approach （页面存档备份，存于） (Rajeshkumar, 2011)